# مسجد ومدرسة الأمير خاير بك
مسجد الأمير خاير بك أنشأه في سنة 908 هـ/1502 م الأمير خاير بك أحد أمراء المماليك الجراكسة .

## وصف المسجد
تكون المنظر الخارجي للمسجد من القبة الجميلة المحلى سطحها بزخارف نباتية، والمنارة التي فقدت قمتها في وقت غير معروف والمدخل المعقود الذي تغطيه طاقية مقرنصة الأركان، ثم السبيل الواقع في الطرف الشمالي من الوجهة، وكلها تكون مجموعة متناسقة امتازت بعدم بنائها على خط واحد مما زاد في جمال تكوينها.

## وصف المدرسة
تقع مدرسة خاير بك بحى باب الوزير، جنوب القاهرة المعزية، بجوار سور القاهرة الذي أقيم في العصر الأيوبى (572هجرية / 1176م) الذي يقع إلى الجنوب الشرقي للمدرسة. أما الجانب الجنوبي الغربي منها فيشغله قصر الأمير الين آق الذي بنى (693هجرية / 1293م). وفي الجهة الشمالية الشرقية من المدرسة يوجد مسجد آق سنقر الذي أقيم (747هجرية / 1347م).
تتكون المدرسة من شكل مستطيل، يتوسطه صحن مغطى ويشغل أضلاعه الأربعة إيوانات متعامدة، إلا إن الإيوانين الشرقي والغربي أكثر عمقا من إيوان القبلة الذي يشغل الضلع الجنوبي من المدرسة والإيوان الشمالي المقابل له، وذلك لأن المدرسة مستطيلة الشكل، وليست مربعة.
ويحيط بجدران الإيوانات جميعها وزرة رخامية بارتفاع 1.5من أرضية المدرسة يعلوها شريط نقشت عليه آيات من سورة الفتح.
ويتوسط الإيوان الجنوبي المحراب ويكتنفه حنيتان أقل عمقا. وتشغل هذه الحنيات الثلاث جميع مساحة الإيوان الجنوبي. ومما يستدعى النظر في تخطيط مدرسة خاير بك، هو انفرادها بظاهرة لم تسبق إليها، كما إنها لم تستعمل بعد ذلك، وهو قلة عمق إيوان القبلة.
لقد وجدت ظاهرة قلة عمق بعض إيوانات مدارس عصر المماليك الشراكسة ولكنها كانت على الإيوانات الشرقية والغربية، وليست إيوان القبلة وما يقابله مثل مدرسة السلطان إينال ، وقد أطلق على هذا النوع من الإيوانات القليلة العمق في العمارة المملوكية (السدلتان) أما بالنسبة لمدرسة خاير بك، فلعل مساحة الأرض التي أقيمت عليها المدرسة والمحصورة بين سور القاهرة القديم وبين العمائر السابقة عليها والتزام المعمار بجهة معينة لتكون جهة القبلة، كل ذلك، في رأينا، هو الذي حتم على المعمار أن يكون إيوان القبلة وما يقابله ضحلا يشبه (السدلة).
ويوجد بالإيوان الشمالي المقابل لإيوان القبلة أربعة كتيبات على مستويين تحفظ فيها الكتب الدينية .
وغيرها من المراجع والمصادر التي يحتاجها الدارس والمدرس.
ويوجد بإيوان القبلة منبر خشبى جميل الصنع، أنشأه سليمان باشا الخادم نائب السلطنة العثمانية على مصر في ولايته الثانية (943هجرية / 1536م). كما أنشأ دكة للمبلغ في الإيوان المقابل لإيوان القبلة.
ويتوسط الإيوان السابق بابان الشمالي منهما صغير وذو عتب مزرر يؤدى إلى المدفن الصغير. والجنوبي كبير ويؤدى إلى مدفن ثان، ويقع في تجويف عميق يكتنفها مصطبتان، ويعلوه عقد ذو ثلاثة فصوص يشغلها خمس حطات من المقرنصات والدلايات.
ويغطى صحن المدرسة قبة مفتوحة تقوم على مقرنصات ركنية كبيرة. كما فتحت في الايوانات جميعها نوافذ معقودة مملوءة بالزجاج المعشق المتعدد الألوان.
وقد الحق بالمدرسة مدفنان أحدهما كبير، ويتكون من مربع تتخلله فتحات النوافذ. كما يحيط بأعلى الجدار وزرة رخامية يعلوها نص كتابى يضم ألقاب خاير بك وتاريخ الإنشاء 908هجرية ويعلو المدفن قبة بصلية الشكل تقوم على رقبة رقعة مرتفعة يتخللها نافذة أما المدفن الصغير فيتكون كذلك من مربع يحتوى على نافذتين أحدهما تطل على الرحبة التي تتقدم المدرسة والأخرى تطل على الطريق. ويحيط بالمربع من أعلى شريط من الكتابة القرآنية من سورة آل عمران. ويغطى المدفن قبة ضحلة تقوم على مثلثات كروية.
أما مئذنة المدرسة فتعلو المدفن الصغير وبجوار قبته الضحلة، وهي تتكون من ثلاثة طوابق، تقوم على قاعدة مربعة، ويتكون الطابق الأول من شكل ثمانى يتخلله أربع فتحات. أما الطابق الثاني فمستدير الشكل، أما الطابق الثالث فقد سط. وتمتاز هذه المئذنة بأنها تحتوى على سلمين يلتفان على شكل حلزونى حول المئذنة من الداخل بحيث لا يلتقيان إلا في الطابق الثالث.
وقد الحق بمدرسة خاير بك سبيل يقع في الجهة الجنوبية الشرقية من المدرسة ويتكون السبيل من عدة طوابق، الأول منها مربع الشكل وبه شاذروان في جهته الجنوبية، وفي الجهة المقابلة توجد حجرة مربعة بها فتحة بئر يجاوره حوض حجري لوضع الماء به. ويعلو هذه الحجرة، حجرة ثانية بها حوض مثمن تجاور الفتحة العليا للبئر. ويوجد تحت الطابق الأول صهريج لتخزين المياه، وهو بناء مطمور تحت الأرض، يغطيه وتبرز الواجهة الشمالية الغربية للسبيل عن الواجهة الرئيسية للمدرسة، وبهذه الواجهة شبابيك بها طاسات نحاسية ذات سلاسل مربوطة يستعملها الناس في الشرب من الصنابير التي بأسفل هذه الشبابيك.

## معرض صور

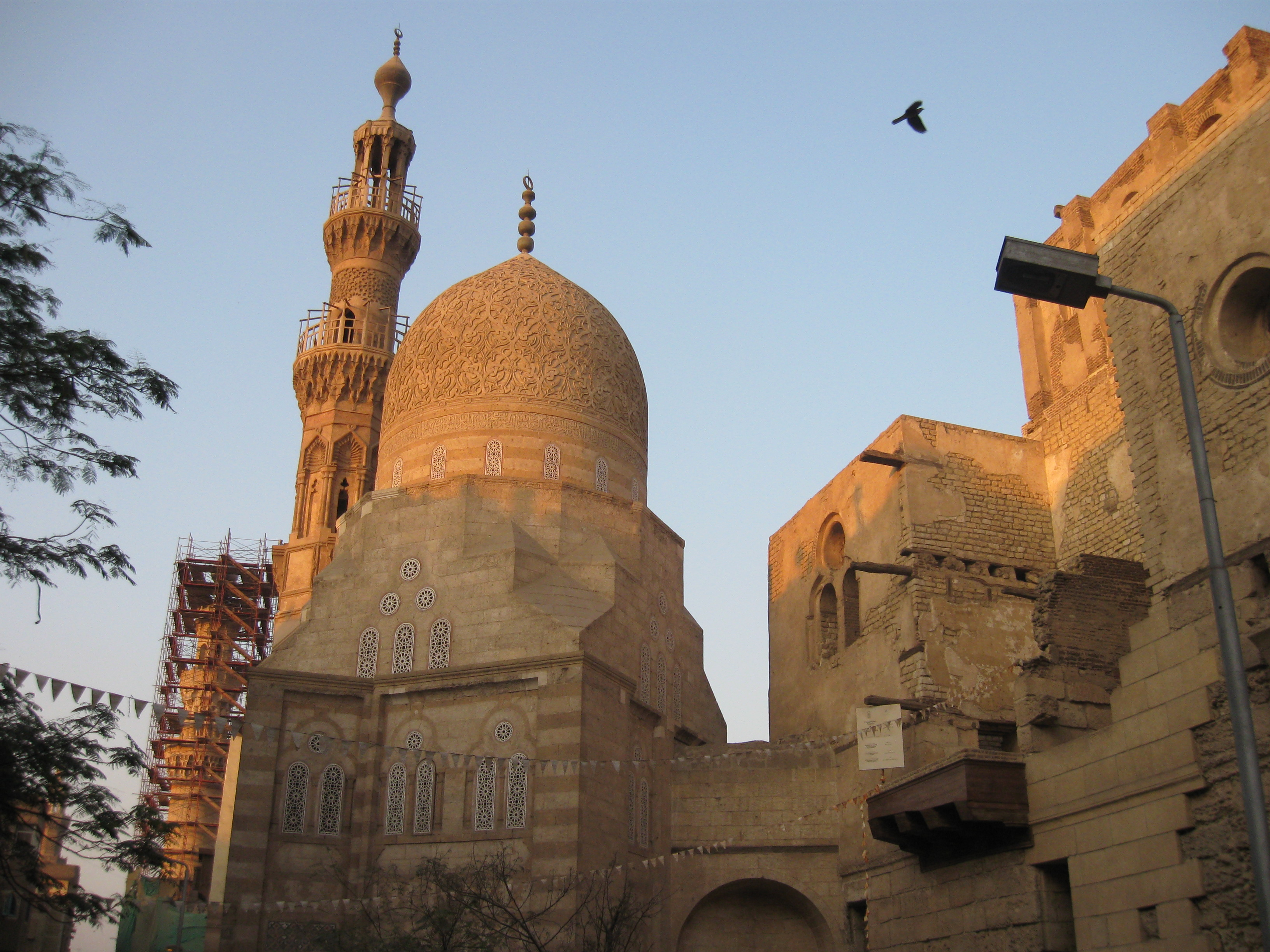
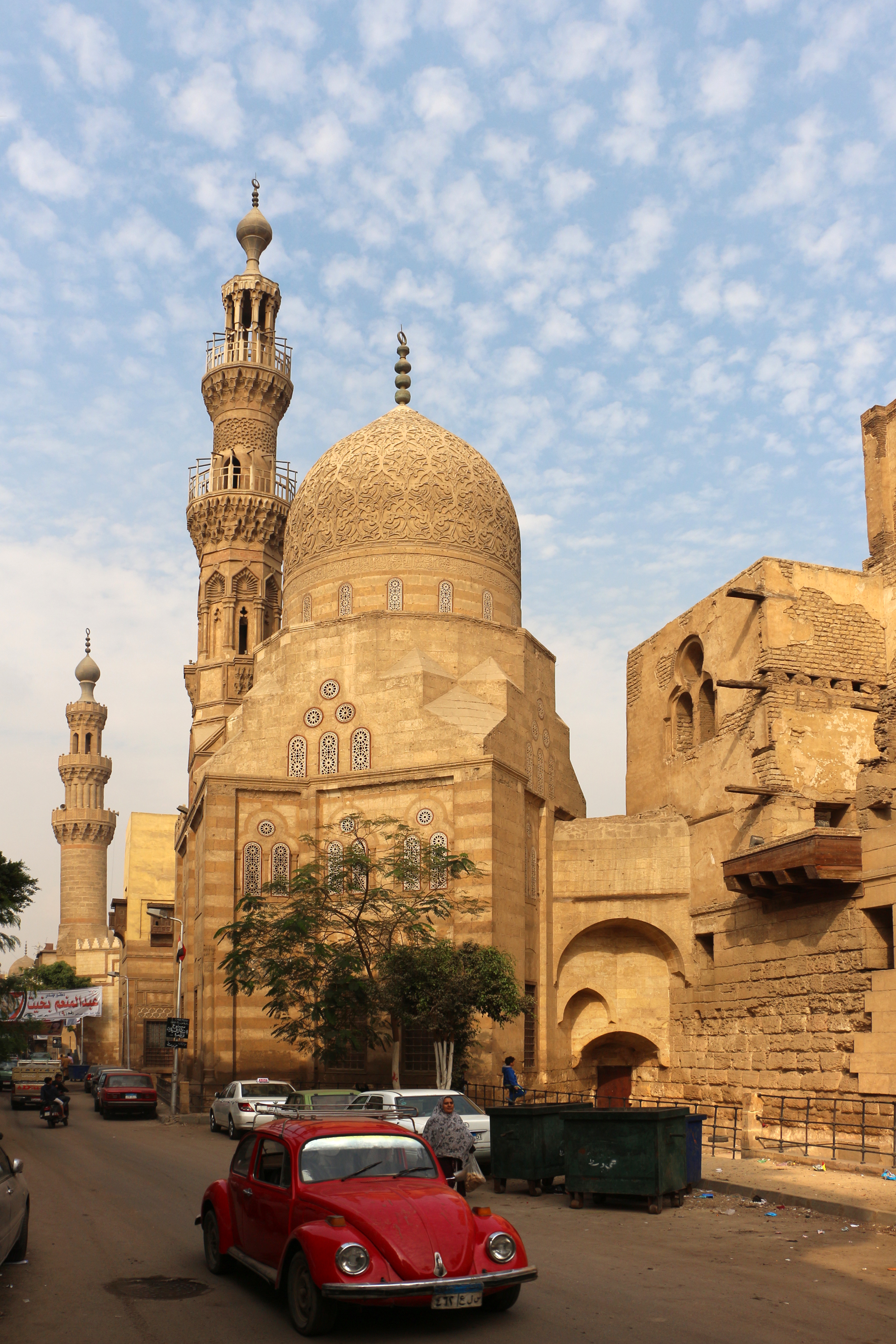
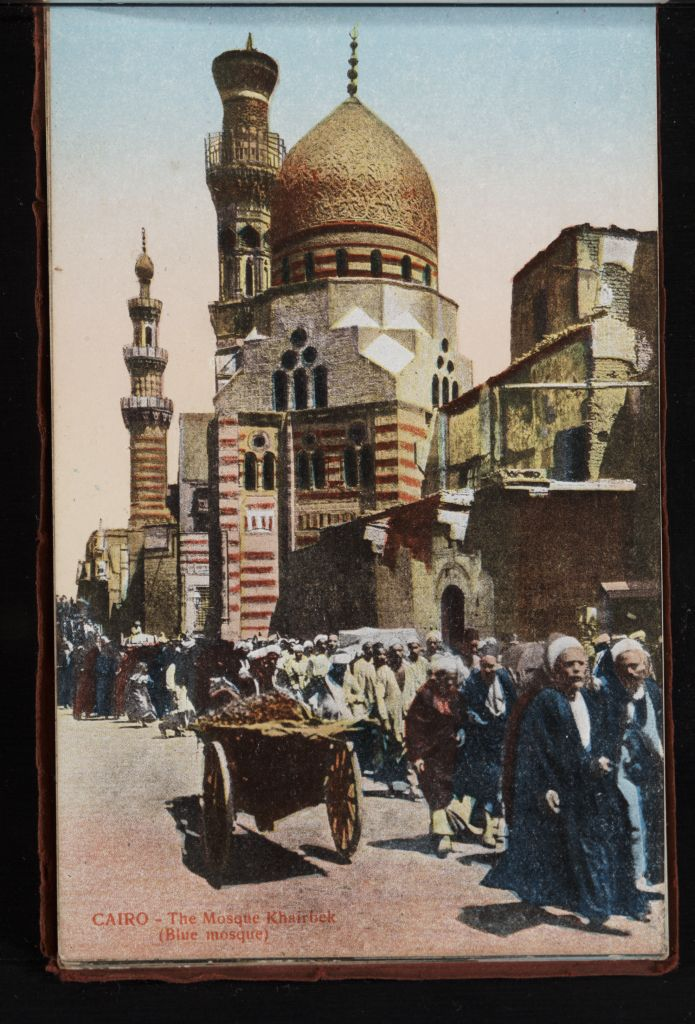

- ملف:مسجد في باب الوزير.jpg